# Machrihanish
Machrihanish är en by på Machrihanish Bay i Kintyre, Argyll and Bute, Skottland. Byn är belägen 8 km från Campbeltown. Orten har 212 invånare (1971). Det var kopplat till Campbeltown vid kanalen. Den har en golfklubb.